# Thielaviopsis
Famille
Synonymes
- Chalaropsis Peyronel[2]
- Milowia Massee[2]

Thielaviopsis  est un genre de champignons ascomycètes de la famille des Ceratocystidaceae, à répartition cosmopolite, qui compte une dizaine d'espèces acceptées.
Les champignon de ce genre sont transmis par le sol et possèdent des structures de reproduction bien adaptées pour persister plusieurs années dans le sol et les débris végétaux, même en l'absence de plante-hôte vivante.
Ce genre comprend plusieurs agents phytopathogènes importants en agriculture et maraîchage. Le plus répandu est Thielaviopsis basicola, agent causal de la pourriture noire des racines chez diverses cultures importantes sur le plan économique, notamment le cotonnier et plusieurs plantes légumières, en particulier salades et endives. 

## Liste d'espèces
Selon Index Fungorum (19 juin 2021) :
- Thielaviopsis abuensis Chouhan & Panwar 1981
- Thielaviopsis basicola (Berk. & Broome) Ferraris[2]
- Thielaviopsis ceramica R.N. Heath & Jol. Roux 2009
- Thielaviopsis cerberus (Mbenoun, M.J. Wingf. & Jol. Roux) Z.W. de Beer, T.A. Duong & M.J. Wingf. 2014
- Thielaviopsis ethacetica Went 1893
- Thielaviopsis musarum (R.S. Mitchell) Riedl 1962
- Thielaviopsis podocarpi Petri 1878
- Thielaviopsis populi (Veldeman ex Kiffer & Delon) A.E. Paulin, T.C. Harr. & McNew 2002
- Thielaviopsis radicicola (Bliss) Z.W. De Beer & W.C. Allen 2016
- Thielaviopsis wallemiiformis Dominik & Ihnat. 1975